# Episodi di Jessie (prima stagione)
La prima stagione della serie televisiva Jessie viene trasmessa in prima visione assoluta negli Stati Uniti dal canale pay Disney Channel dal 30 settembre 2011.
In Italia la stagione viene trasmessa in prima visione dal canale pay Disney Channel, dove ha debuttato in anteprima col primo episodio il 23 dicembre 2011; i restanti episodi vengono trasmessi dal 20 gennaio 2012 fino al 21 dicembre 2012
| nº | Titolo originale                  | Titolo italiano                          | Prima TV USA      | Prima TV Italia   |
| -- | --------------------------------- | ---------------------------------------- | ----------------- | ----------------- |
| 1  | New York, New Nanny               | Una tata a New York                      | 30 settembre 2011 | 23 dicembre 2011  |
| 2  | The Talented Mr. Kipling          | Il talento di Mr. Kipling                | 7 ottobre 2011    | 20 gennaio 2012   |
| 3  | Used Karma                        | Vendetta karmica                         | 14 ottobre 2011   | 27 gennaio 2012   |
| 4  | Zombie Tea Party 5                | Il tè delle cinque                       | 21 ottobre 2011   | 3 febbraio 2012   |
| 5  | One Day Wonders                   | Popstar per un giorno                    | 28 ottobre 2011   | 10 febbraio 2012  |
| 6  | Zuri's New Old Friend             | Una nuova amica per Zuri                 | 4 novembre 2011   | 17 febbraio 2012  |
| 7  | Creepy Connie Comes a Callin'     | Connie da brividi                        | 18 novembre 2011  | 2 marzo 2012      |
| 8  | Christmas Story                   | Natale in casa Ross                      | 9 dicembre 2011   | 24 febbraio 2012  |
| 9  | Star Wars                         | Guerre stellari                          | 6 gennaio 2012    | 6 aprile 2012     |
| 10 | Are You Cooler than a 5th Grader? | Ravi e il primo giorno di scuola         | 20 gennaio 2012   | 9 marzo 2012      |
| 11 | Take the A-Train... I Think?      | Prendi il treno a... penso?              | 27 gennaio 2012   | 16 marzo 2012     |
| 12 | Romancing the Crone               | Corteggiando la vecchia                  | 10 febbraio 2012  | 30 marzo 2012     |
| 13 | The Princess and the Pea Brain    | La principessa e il babbeo               | 24 febbraio 2012  | 14 settembre 2012 |
| 14 | World Wide Web of Lies            | Una rete planetaria di bugie             | 9 marzo 2012      | 23 marzo 2012     |
| 15 | The Kid Whisperer                 | Ordine e disciplina                      | 30 marzo 2012     | 21 settembre 2012 |
| 16 | Glue Dunnit: A Sticky Situation   | Una situazione appiccicosa               | 13 aprile 2012    | 28 settembre 2012 |
| 17 | Badfellas                         | Cattive influenze                        | 27 aprile 2012    | 5 ottobre 2012    |
| 18 | Beauty & the Beasts               | La bella e le bestie                     | 4 maggio 2012     | 12 ottobre 2012   |
| 19 | Evil Times Two                    | Tate gemelle                             | 11 maggio 2012    | 19 ottobre 2012   |
| 20 | Tempest in a Teacup               | Tempesta in una tazza di tè              | 8 giugno 2012     | 26 ottobre 2012   |
| 21 | A Doll's Outhouse                 | Bambole assassine                        | 22 giugno 2012    | 9 novembre 2012   |
| 22 | We Are So Grounded                | L'isola dei mostri                       | 13 luglio 2012    | 16 novembre 2012  |
| 23 | Creepy Connie's Curtain Call      | Connie la pazza                          | 26 luglio 2012    | 30 novembre 2012  |
| 24 | Cattle Calls & Scary Walls        | Bestiame, convocazioni e mura spaventose | 10 agosto 2012    | 7 dicembre 2012   |
| 25 | Gotcha Day                        | La giornata dell'adozione                | 24 agosto 2012    | 14 dicembre 2012  |
| 26 | The Secret Life of Mr. Kipling    | La vita segreta del signor Kipling       | 7 settembre 2012  | 21 dicembre 2012  |

## Una tata a New York
- Titolo originale: New York, New Nanny
- Diretto da: Bob Koherr
- Scritto da: Pamela Eells O'Connell

### Trama
Jessie, una diciottenne trasferitasi a New York, cerca lavoro. Prendendo un taxi, si accorge di aver finito i soldi e viene cacciata. Tony e Zuri si accorgono di Jessie e la bambina prende subito in simpatia la ragazza, chiedendole se vorrebbe diventare la sua nuova baby-sitter dato che la precedente è scappata per aver esaurito la pazienza a causa dei continui scherzi dei ragazzini. Una volta entrata in casa Ross, Jessie conosce Bertram e scopre che Zuri ha 3 fratelli: Luke, Emma e Ravi. Quando i genitori dei bambini tornano a casa e si accorgono della nuova tata decidono di assumerla e così Jessie ha un nuovo lavoro.
- Guest stars: Chris Gayla (Tony Chiccolini) Christina Moore (Christina Ross) Chip Esten (Morgan Ross), Bryan Okes (A.D.), Brian Carpenter (giudice).
- Nota: in questo episodio non ci sono né i crediti di apertura né la sigla Hey Jessie cantata da Debby Ryan.

## Il talento di Mr Kipling
- Titolo originale: The Talented Mr Kipling
- Diretto da: Bob Koherr
- Scritto da: Valerie Ahern e Christian McLaughlin

### Trama
La signora Chesterfield, proprietaria del palazzo dove abitano i ragazzi, vuole far cacciare Mr. Kipling, la lucertola di Ravi, ma quest'ultimo non è chiaramente d'accordo. Dopo averlo inizialmente perso, Jessie e Ravi riescono a ritrovare Mr. Kipling sulla terrazza della Chesterfield, che salva Zeus, il cane della signora. Così la Chesterfield non è più intenta a far cacciare la lucertola perché capisce quanto sia importante per Ravi.
- Guest stars: Chris Gayla (Tony Chiccolini), Carolyn Hennesy (Rhoda Chesterfield)

## Vendetta karmica
- Titolo originale: Used Karma
- Diretto da: Bob Koherr
- Scritto da: Christian McLaughlin (soggetto); Chris Kula e Eric Schaar (sceneggiatura)

### Trama
Luke fa molti scherzi a Ravi, e lui, dato che non ce la fa più, decide di ricambiare dicendogli che esiste un karma buono e un karma cattivo. Luke fa parte del karma cattivo, e quindi deve fare cose a favore di Ravi per andare in quello buono. Intanto Jessie crede che Tony abbia una cotta per lei e fa in modo di fargli cambiare opinione, ma non funziona.
- Guest stars: Chris Gayla (Tony Chiccolini).

## Il tè delle cinque
- Titolo originale: Zombie Tea Party 5
- Diretto da: Shelley Jensen
- Scritto da: Adam Lapidus

### Trama
Dopo che Jessie imbarazza Luke di fronte a un bullo, lui non vuole più il suo aiuto. Il ragazzino vuole sfidare Luke in una partita di paintball e quest'ultimo non sa chi scegliere come suo compagno. Luke cerca di farsi aiutare da Ravi e Bertram, ma sono scarsi nel giocare, perciò Jessie decide di non trattarlo più come un bambino e di fare da compagna di gioco. Nel frattempo, Zuri invita Emma al suo tè e inizialmente la ragazzina accetta l'invito della bambina, per poi preferire ad esso la compagnia di una sua coetanea. Quando arriva l'amica di Emma, Jasmine, quest'ultima le dà un pass gratuito per una sfilata di moda e tratta male Zuri. A quel punto lei invita Bertram. Ma quando Emma viene a sua volta scaricata da Jasmine, Bertram le lascia il suo posto e lei partecipa al tè delle cinque di Zuri.
- Guest stars: Ava Penner (Jasmine Epstein), Devan Leos (Trevor).

## Popstar per un giorno
- Titolo originale: One Day Wonders
- Diretto da: Phill Lewis
- Scritto da: Tim Maile e Douglas Tuber

### Trama
Dopo che JJ Mayfield, un produttore musicale, vede esibirsi Jessie e Luke nel parco, propone loro di girare un video musicale. Ma JJ è un truffatore e Tony ha dei precedenti con lui. Quindi Tony ferma Jessie e Luke prima di venire truffati e farà lui le riprese del video musicale. Nel frattempo, Emma consiglia a Bertram come vestirsi per la foto del profilo di Facebook.
- Guest stars: Arvie Lowe Jr. (JJ Mayfield), Chris Gayla (Tony Chiccolini).

## Una nuova amica per Zuri
- Titolo originale: Zuri's New Old Friend
- Diretto da: Leonard R. Garmer, Jr.
- Scritto da: Sally Lapiduss e Erin Dunlap

### Trama
Jessie si preoccupa che Zuri possa avere amici immaginari per tutta la sua vita, così le cerca un nuovo amico. Zuri incontra Nana Banana, una donna adulta che ha un amico immaginario. Nel frattempo Mr. Kipling si innamora di un dinosauro-giostra di plastica nel parco, ed Emma, Luke e Ravi lo rubano. Nel frattempo Nana Banana si comporta in modo irresponsabile a casa dei Ross, influenzando negativamente Zuri, così Jessie decide di mandare via Nana Banana, allontanandola dalla bambina. Sfortunatamente Emma, Luke e Ravi vengono beccati da Jessie che mentre riporta il giocattolo al parco cade e lo rompe, dopo averlo aggiustato lo rimettono al suo posto al parco, ma mentre lo fanno vengono visti da un anziano custode. Nana Banana, sfruttando i sentimenti del custode per lei, salva i ragazzi dai guai, così Jessie capisce il suo errore e si scusa.
- Guest star: Jo Anne Worley (Nana Banana), Ronnie Schell (Ufficiale Bill).

## Connie da brividi
- Titolo originale: Creepy Connie Comes a Callin'
- Diretto da: Phill Lewis
- Scritto da: Eric Schaar e David Booth

### Trama
Jessie pensa che Connie potrebbe aiutare Luke con la matematica, ma Connie è ossessionata da lui. Lei chiede a Luke se può venire con lei a un ballo di Harry Potter, così Jessie lo costringe ad andare. Jessie si rende conto che Connie è una pazza scatenata e dice a Luke di rifiutare l'invito di Connie, allora lei ruba l'animaletto di peluche di Luke per costringerlo ad andare al ballo. Jessie le dice che Luke non ha letto nessun libro e visto film di Harry Potter così Connie dichiara la fine del suo amore per Luke. Intanto Ravi è convinto di poter predire il futuro grazie al suo profetico occhio magico che è una Applicazione sul suo tablet.
- Guest star: Sierra McCormick (Connie Thompson), Raymond Alexander Cham Jr. (ballerino), Taj Speights (ballerino)
- Nota: in questo episodio è assente Emma Ross.

## Natale in casa Ross
- Titolo originale: Christmas Story
- Diretto da: Phill Lewis
- Scritto da: Pamela Eells O'Connell

### Trama
Jessie vuole portare lo spirito di Natale a Ravi, Emma, Luke e Zuri. Ma quando i genitori sono bloccati a causa di una tormenta di neve, le cose non vanno come prevede. Intanto Zuri racconta a Ravi di Babbo Natale ma Ravi è spaventato da lui.
La puntata si conclude con un sorprendente ritorno a casa dei genitori, che raccontano di essere tornati con Babbo Natale sulla slitta e facendo una foto ricordo della famiglia insieme a Jessie.
- Guest star: Christina Moore (Christina), Chip Esten (Morgan), Debbie Lee Carrington (Jingles), Adam Kulbersh (Clerk), Parker Chapin (bambino che piange), Germany Kent (cliente), Michael Owen (Gus), Mike Jerome Putnam (Zen Retreat Patron Mr. Alex)

## Star Wars
- Titolo originale: Star Wars
- Diretto da: Bob Koherr
- Scritto da: Tim Maile e Douglas Tuber

### Trama
Jordan Taylor, famoso attore, viene a soggiornare in casa Ross su invito di Morgan, sperando che l'attore partecipi al suo prossimo film. Jordan tiene enormemente alla sua privacy, perciò Morgan si raccomanda con i ragazzi di tenere il segreto riguardo alla sua presenza in casa Ross. Emma e Jessie gareggiano per conquistarlo, mentre Zuri e Luke fanno degli scherzi telefonici con il telefono di Jordan. L'attore sembra molto più interessato a Jessie che ad Emma, troppo piccola per lui, chiedendole di uscire insieme, ma Emma rovina l'appuntamento di Jessie con Jordan, informando le sue fan di dove si trovi il loro idolo. Tutti, alla fine, si dimostrano colpevoli di averlo detto a qualcuno ma Jordan, apprezzando la sincerità e la solidarietà tra i membri della famiglia, decide ugualmente di lavorare per Morgan.
- Guest star: Chip Esten (Morgan), Chris Gayla (Tony Chiccolini), Lachlan Buchanan (Jordan Taylor), Alyssa Freyder (Fan), Michael Owen (Gus).
- Note: È la prima e unica volta che Morgan appare senza Christina

## Ravi e il primo giorno di scuola
- Titolo originale: Are You Cooler than a 5th Grader?
- Diretto da: Kevin Chamberlin
- Scritto da: Valerie Ahern e Christian McLaughlin

### Trama
Dopo che la bambola di Zuri si è rovinata, Jessie convince Zuri a tentare di racimolare 200 dollari per una nuova vendendo limonata. Nel frattempo, Ravi affronta il suo primo giorno nella nuova scuola con Luke ed Emma, ma mette in continuo imbarazzo Luke. Quando Ravi sconfigge il bullo della scuola con il suo tradizionale cibo indiano "Dragon Fire Peppers", tutti lo acclamano, Ravi e Luke risolvono i loro problemi. Intanto Jessie discute con Emma, che cerca di lanciare una nuova moda a scuola, indossando scarpe con tacchi alti e scomodi.
- Guest star: Brandon James (Dale Davenport), Carolyn Hennesy (Rhoda Chesterfield), Jace Norman (Finch).
- Note: Viene citata Selena Gomez nella scena in cui Ravi al parco paragona la Gomez ai go-go (marshmallow)

## Prendi il treno a... perso?
- Titolo originale: Take the A-Train... I Think?
- Diretto da: Sean McNamara
- Scritto da: Adam Lapidus

### Trama
Jessie cerca di portare Emma a una mostra, Ravi a vedere la statua della libertà e Zuri a Battery Park con la metropolitana, perché Emma deve fare una relazione di studi sociali (Zuri vuole andare al parco e Ravi vuole vedere la Statua della libertà), ma li fa perdere per la città. Nel frattempo Bertram e Luke dovranno cercare di catturare un ragno di cui hanno molta paura 
- Guest star: Dante Fernandez (dragone), David Haag (giocatore di baseball), William Mulligan (passeggero), Torsten Voges (Fritz).

## Corteggiando la vecchia
- Titolo originale: Romancing the Crone
- Diretto da: Bob Koherr
- Scritto da: Valerie Ahern e Christian McLaughlin

### Trama
Jessie gira un video per mandarlo a Darla ,una sua amica e per farla ingelosire decide di indossare un vestito nero e il diadema di Christina. Ma quando arriva sulla terrazza per sbaglio le cade il diadema di Christina nella piscina della signora Chesterfield, dopo che quest'ultima si sveglia dal suo sonnellino e lo trova. Jessie, insieme a Zuri, chiede alla signora Chesterfield di ridarle il diadema, ma la signora non vuole ridarlo perché vuole dire a Christina come il diadema sia entrato in suo possesso. Allora Jessie e Zuri costringono Bertram a passare una serata romantica con lei. La sera stessa Bertram porta la signora Chesterfield al piano di sopra lasciando socchiusa la porta dell'appartamento di quest'ultima. Jessie e Zuri aprono la porta ma Zeus, il cane della Chesterfield, esce e Jessie e Zuri lo riescono a prendere, ma la porta si chiude di colpo. Jessie e Zuri vanno di sopra, Jessie va sulla terrazza con la scaletta e Bertram, vedendola porta la Chesterfield in cucina per ballare. Jessie scende dalla scaletta con in braccio Zeus e apre la porta a Zuri. E grazie all'aiuto di Zeus riescono a trovare il diadema. Intanto Bertram e Miss Chesterfield scendono per vedere come sta Zeus. Dopo che Bertram distrae Miss Chesterfield, Jessie e Zuri riescono a scappare, ma quando arrivano sulla terrazza la scaletta non c'è più(ovviamente perché l'ha presa Luke).Quando Miss Chesterfield e Bertram vanno sulla terrazza, Zuri si nasconde nella cuccia di Zeus mentre Jessie si nasconde nella piscina con il diadema ma quando Miss Chesterfield si mette nella piscina nota che c'era anche Jessie. Miss Chesterfield si arrabbia perché vorrebbe tanto sapere come mai Jessie e Zuri sono venute nel suo appartamento. Bertram le difende affermando però che non sarebbero qui se avesse ridato il diadema. Jessie spiega a Miss Chesterfield che non vuole perdere il suo lavoro .Miss Chesterfield perdona Jessie e mentre lei e Zuri salgono di sopra, Bertram e Miss Chesterfield finiscono di passare la loro serata romantica insieme.
- Guest star: Carolyn Hennesy (Rhoda Chesterfield).

## La principessa e il babbeo
- Titolo originale: The Princess and the Pea Brain
- Diretto da: Bob Koherr
- Scritto da: Pamela Eells O'Connell

### Trama
Jessie incontra un affascinante ragazzo di nome Brody che tenta di conquistarla con fare galante e chiedendole di uscire. Zuri, sospettando di Brody, racconta una storia a Jessie, ambientata in un contesto medievale, nella quale i personaggi immaginari rispecchiano quelli reali. Sir Tony farà di tutto per conquistare la principessa Jessie, così va dal mago Merlino per avere un suggerimento su come conquistarla. La principessa Jessie è però attratta dal principe Viscidus (che impersona Brody), I due ragazzi decidono di battersi a duello per conquistare l'amore della principessa, ma durante la gara, appare un drago (Mr. Kipling) che Tony riesce a sconfiggere con una palla, dimostrando di essere molto più coraggioso di Viscidus, scappato a gambe levate. Nel frattempo, nel mondo reale, Brody pronto per l'appuntamento verrà scoperto mentre parla a telefono con un'altra ragazza, dimostrando di essere davvero un viscido. 
Jessie decide di non uscire con lui, accettando, invece, l'appuntamento con Tony.
- Guest star: Ben Bledsoe (Brody Winton), Shannah Barrett (Millie la sirenetta), Chris Gayla (Tony Chiccolini)

## Una rete planetaria di bugie
- Titolo originale: World Wide Web of Lies
- Diretto da: Leonard R. Garner, Jr.
- Scritto da: Sally Lapiduss e Erin Dunlap

### Trama
Jessie compete con un'altra tata di nome Agatha, temuta da tutte le altre tate della città, che la vieta di portare i bambini al Central Park. Dopo una serie di scontri, Agatha carica sul suo blog "Tante Tate" immagini di Jessie in cui sembra che stia facendo del male a Zuri, ma in realtà non è così (in una di queste, ad esempio, pare che Jessie strappi i capelli a Zuri, invece la sta solo aiutando a togliersi una gomma da masticare dai capelli). Ma quando Christina, dopo essersi accorta delle foto, scopre che Jessie non è così, l'aiuta a liberarsi di Agatha. Nel frattempo, a casa Ross, Bertram insegna a Luke e Ravi il wrestling.
- Guest star: Julie Meyer (Fiona), Jennifer Veal (Tata Agatha), Christina Moore (Christina Ross), Max Charles (Axel).
- Note: In questo episodio è assente Peyton Roi List (Emma Ross)

## Ordine e disciplina
- Titolo originale: The Kid Whisperer
- Diretto da: Bob Koherr
- Scritto da: Sally Lapiduss

### Trama
Jessie pensa che Luke deve aver una buona disciplina per comportarsi bene e chiede aiuto ad una tata, Samantha, ma scopre che lei è una dog-sitter. Samantha chiede in continuazione a Jessie se i suoi metodi sono utili per Luke. Jessie continua a usare i metodi per far comportare bene Luke, ma Luke capisce di essere trattato come un cane, arrabbiandosi molto con Jessie e distruggendo tutto. Nel frattempo, Emma, Zuri e Ravi vanno nella stanza di Bertram, che si rivela essere un collezionista di cianfrusaglie. Jessie ordina ai ragazzi di pulire la stanza di Bertram, ma dopo una valanga, Ravi rimane intrappolato nella stanza. Luke arriva in tempo e salva Ravi, Jessie capisce così che il suo comportamento era sbagliato. I ragazzi e Jessie riordinano la stanza di Bertram, ma i fratelli Ross scoprono che Bertram non ha perso la sua abitudine di collezionare cose.
- Guest star: Maia Madison (Samantha), Mike Jerome Putnam (Zen Retreat Patron Mr. Alex).

## Una situazione appiccicosa
- Titolo originale: Glue Dunnit: A Sticky Situation
- Diretto da: Victor Gonzalez
- Scritto da: Valerie Ahern e Christian McLaughlin

### Trama
Jessie e Tony sono pronti per il loro terzo primo appuntamento, ma la signora Chesterfield rovina i loro piani presentandosi con le mani incollate alla testa a causa di una colla che ha accidentalmente usato al posto del suo prodotto per capelli. La donna è convinta che siano stati i fratelli Ross a farle questo scherzo: erano in ascensore con lei quando aveva il suo prodotto, ed era l'unico posto in cui poteva essere scambiato. Jessie, costretta a rimandare il suo appuntamento, chiede a Ravi di trovare il colpevole, e poi cerca di aiutare la Chesterfield a liberarsi. Dopo diversi tentativi falliti, con l'aiuto di Tony ha successo, ma la donna è furiosa: i suoi capelli sono rovinati e vuole punire il responsabile. Ravi, però, sta avendo difficoltà, perché pare che tutti in casa abbiano usato la colla per una propria necessità. Poco dopo, il prodotto della Chesterfield viene trovato nella borsa di Jessie. Per provare la sua innocenza, la ragazza ha un'idea: guardare il filmato delle telecamere di sorveglianza dell'ascensore. Grazie alla registrazione, il gruppo scopre che a scambiare i prodotti è stato in realtà Zeus, il cane della signora Chesterfield.
- Guest star: Chris Gayla (Tony Chiccolini), Carolyn Hennesy (Rhoda Chesterfield).

## Cattive influenze
- Titolo originale: Bedfellas
- Diretto da: Victor Gonzalez
- Scritto da: Eric Schaar e David J. Booth

### Trama
Emma si innamora di Vincent Liotta, un tipico ragazzaccio. I due iniziano ad uscire insieme ed Emma inizia a cambiare per piacere di più a Vincent, ma Jessie inizia a pensare che lui abbia una cattiva influenza su Emma soprattutto quando li vede al parco durante l'orario scolastico, così cerca di impedirle di vederlo, ma Emma non le dà retta e invita Vincent di nascosto a casa sua. Ma Emma si convince davvero quando Vincent arriva con altre persone e con l'intenzione di dare una festa. Emma, sconvolta, chiama Jessie per aggiustare la situazione, e dopo aver cacciato gli "invitati", Emma decide di lasciare Vincent.
- Guest star: Garrett Backstrom (Vincent Liotta), Joey Richter (agente Petey), Hannah Sohn (bimba che guarda il cane sperduto).

## La bella e le bestie
- Titolo originale: Beauty and the Beasts
- Diretto da: Victor Gonzalez
- Scritto da: Eric Schaar e David J. Booth

### Trama
Jessie fa partecipare Zuri al concorso della Piccolo Miss della Grande Mela contro Lindsey, una bambina che Agatha fa partecipare. Quando Jessie scopre che Zuri non ha nessun talento, convince Zuri a cantare in playback. Il giorno del concorso, Zuri farà una scena di qualità, ma sia lei che Lindsey non hanno vinto, Jessie e Agatha dovranno stare sulla sbarra a teste in giù nel parco (perché avevano fatto una scommessa). Nel frattempo, Luke aiuta Ravi a fare degli esperimenti su Bertram per il suo progetto di scienze.
- Guest star: Jennifer Veal (Tata Agatha), Nikki Hahn (Lindsey), Reynaldy Saputra Jonathan Navarro (bambina), Shane Denil (annunciatore).

## Tate gemelle
- Titolo originale: Evil Times Two
- Diretto da: Bon Koherr
- Scritto da: Adam Lapidus

### Trama
La sorella gemella di Agatha, Angela, vuole rubare il lavoro di Jessie. Così Jessie con i consigli di Agatha cercherà di convincere Angela a ridare il lavoro a Jessie, ma finiscono per lottare tra di loro. Nel frattempo, sul naso di Emma spunta un enorme brufolo e Angela le dà una pomata per farlo sparire. Ma giorno per giorno, ai ragazzi comincia a piacere Angela invece di Jessie. Jessie si renderà conto che orribile persona è Angela. Andrà nel salone di bellezza del palazzo e si metterà a lottare contro Angela, la lotta finirà con l'arrivo di Tony, Agatha e la scelta di rimanere con Jessie da parte dei ragazzi.
- Nota: Nella versione italiana Ravi dice il blog tutte tate ma nell'episodio in cui Jessie conosce Agatha che ha un blog di nome TANTE tate[non chiaro]

Guest star: Jennifer Veal (Tata Agatha-Tata Angela), Chris Gayla (Tony Chiccolini)

## Tempesta in una tazza di tè
- Titolo originale: Tempest in a Teacup
- Diretto da: Victor Gonzalez
- Scritto da: Sally Lapidus e Erin Dunlap

### Trama
L'elicottero giocattolo di Ravi finisce per sbaglio nella tazza da tè gigante sul cartellone e Ravi finisce dentro insieme a Luke e Bertram. Nel frattempo, Jessie e Tony organizzano il loro quarto primo appuntamento e cercano di renderlo perfetto, eccetto per un piccolo particolare per la brutta esperienza che Jessie ha avuto al suo ballo scolastico. Emma e Zuri aiutano a organizzare il loro appuntamento a tema mare, ma non sapevano della brutta esperienza che ha avuto Jessie. Jessie e Tony dopo aver visto i ragazzi intrappolati nella tazza, vanno a salvarli, ma ci finiscono dentro anche loro due. Ma Jessie viene bagnata (come è successo al suo ballo scolastico), Tony però non ride di lei (come hanno fatto gli amici di Jessie), ma gli dice che è bellissima e alla fine la bacia. Così i due incominciano a ballare tutta la notte nella tazza gigante.
- Guest star: Chris Gayla (Tony Chiccolini)
- Note: Il cartellone pubblicitario della tazza da tè ha il nome Tipton, chiaro riferimento alle serie di Zack e Cody

## Bambole assassine
- Titolo originale: A Doll's Outhouse
- Diretto da: Phill Lewis
- Scritto da: Valerie Ahern e Christian McLaughlin

### Trama
Zuri ed Emma vedono un film dell'orrore sulle bambole assassine senza il permesso di Jessie e Zuri rimane terrorizzata. Ma Jessie lo scopre e cerca di far dormire una notte Zuri con le sue bambole per superare la paura, quella notte anche Jessie supererà la sua paura per i bagni chimici, dormendoci dentro. Nel frattempo Ravi si innamora di una sua compagna che in realtà è innamorata di Luke.
- Guest star: Grace Kaufman (Tanya Weston)
- Note: Questo episodio è diretto da Phill Lewis, noto per aver recitato in Zack e Cody al grand hotel e Zack e Cody sul ponte di comando nel ruolo di Marion Mosby (Mr. Mosby).

## L'isola dei mostri
- Titolo originale: We Are So Grounded
- Diretto da: Eric Dean Seaton
- Scritto da: Valerie Ahern e Christian McLaughlin

### Trama
Jessie, Luke, Emma, Ravi, Zuri e Bertram devono andare in vacanza in Indonesia su un jet privato, ma alla fine si rompe l'aereo e il pilota si paracaduta da esso, terrorizzato. Jessie e Bertram fanno atterrare l'aereo su un'isola deserta. Mr. Kipling scappa dalla sua gabbia, quindi Ravi lo segue nella giungla, scoprendo che si è innamorato di un'altra lucertola. Jessie viene punta da uno strano insetto che, con il suo veleno, la rende matta, ma viene salvata da Emma che le pianta un cucchiaio nella puntura. Nel frattempo Zuri, Luke e Bertram credono di essere inseguiti da un mostro che si scopre essere uno studioso di uccelli, abitante dell'isola. Emma, grazie alla sua amata tecnologia, riesce a riparare l'aereo e a chiedere soccorso. Bertram, disperso nella giungla, si innamora della sua nuova vita senza ragazzini ma viene convinto da Jessie a salire sull'aereo giunto in soccorso. Jessie convince anche Ravi a seguirli, lasciando il suo animale nel suo habitat, ma alla fine Mr. Kipling lo raggiunge.
- Guest star: Eric Petersen (dott. Cyrus Van Adams)

## Connie la pazza
- Titolo originale: Creepy Connie's Curtain Call
- Diretto da: Leonard R. Garner, Jr.
- Scritto da: Adam Lapidus

### Trama
Jessie deve organizzare uno spettacolo per la scuola, ma il problema è che Connie la pazza ritorna e Luke se la deve vedere con lei. Intanto Zuri deve fare un tema su un mestiere e sceglie quello di Bertram, mentre Ravi è geloso di Luke che attira sempre le ragazze, invece lui non ci riesce.
- Guest star: Sierra McCormick (Connie Thompson)

## Bestiame, convocazioni e mura spaventose
- Titolo originale: Cattle Calls & Scary Walls
- Diretto da: Leonard R. Garner, Jr.
- Scritto da: Sally Lapidus e Erin Dunlap

### Trama
Jessie partecipa a un'audizione per diventare attrice a Brooklyn e porta con sé Zuri, che diventa sua rivale nella recitazione. Così lascia Luke e Ravi nelle mani di Emma, che cercano di scoprire la causa di strani rumori provenienti dalle mura dell'appartamento.
- Nota: In questo episodio è stata tolta una parte dove Emma, invece di andare nell'angolo, veniva sculacciata; la scena è stata tagliata perché considerata non educativa[senza fonte].

- Nota: In questo episodio è assente Bertram.

- Guest star: Stacy Chbosky (Direttrice), Joey Richter (agente Petey).

## La giornata dell'adozione
- Titolo originale: Gotcha Day
- Diretto da: Victor Gonzalez
- Scritto da: David J. Booth e Eric Schaar

### Trama
Jessie sta facendo i preparativi per la festa d'adozione di Zuri, solo che invece dei soliti unicorni mette animali e decorazioni dell'Uganda, paese dove è nata Zuri. Poi capisce di aver sbagliato, ma ha un altro problema: parlando, Luke e Ravi raccontano di quando sono stati adottati, ma Jessie capisce che i signori Ross aspettavano un neonato invece che Ravi e lo dice. Ravi pensa di non essere soddisfacente per la famiglia, ma quando i signori Ross arrivano lo rassicurano: erano stati informati che il suo anno di nascita era il 2011 e non il 2001, ma erano molto contenti lo stesso. Passata quella piccola crisi, Jessie torna ai preparativi, Resta poco tempo, e Bertram riesce subito ad addobbare la casa e prenotare una torta. Alla fine tutti, soprattutto la festeggiata, sono felici.
- Note: In questo episodio vi è un errore temporale. Infatti, all'inizio della puntata Jessie dice a Ravi che la festa di Zuri è sempre inondata di arcobaleni e uniformi e vorrebbe qualcosa di diverso, e Ravi dice così di essere d'accordo con lei, facendo un paragone con la scorsa festa di Zurigo, che quindi è stata festeggiata ovviamente un anno prima. Ma in seguito, Ravi afferma di essere stato adottato da un solo mese. Quindi come avrebbe fatto a partecipare già ad una festa di Zuri? E così anche Jessie, che ha cominciato a lavorare per i Ross quando già avevano Ravi e non dovrebbe pertanto aver partecipato ad alcuna festa dell'adozione di Zuri. Quindi non è chiaro quanto tempo sia passato.

## La vita segreta del signor Kipling
- Titolo originale: The Secret Life of Mr. Kipling
- Diretto da: Eric Dean Seaton
- Scritto da: Pamela Eells O'Connell

### Trama
Ravi, Jessie e Luke scoprono che Mr. Kipling non è un lui, ma una lei ovvero, Mrs. Kipling che ha covato 12 uova. Ravi scopre che quando erano andati nella giungla, Mr. Kipling si era innamorato di una sua simile. Intanto Zuri è disperata perché Millie la sirenetta è morta e saranno Emma e Bertram ad organizzarle il funerale.
- Guest star: Bryan Okes (A.D.), Travis Wester (Chef Ronaldo).